# Sociología de la sociología
La sociología de la sociología es un área de la sociología que combina teorías sociales con el análisis del efecto de los contextos sociohistóricos en la producción intelectual sociológica.     
Para el sociólogo francés Pierre Bourdieu, la tarea de la sociología de la sociología es hacer un informe de las verdades aceptadas, cuestionar los cánones establecidos y actuar hacia la búsqueda de nuevas epistemologías.
En su libro A History of Sociology in Britain, publicado en 2004, el sociólogo británico Andrew Halsey describe una sociología de la sociología. Sugiere una conexión entre los regímenes político-económicos en el siglo XX y el desarrollo de la sociología como disciplina académica.

## Otras lecturas
- Una historia de la sociología en Gran Bretaña (2004, Oxford University Press).
- Sociología de la Sociología, por Francisco Javier Conde

- Datos: Q11588254